# Eather
Eather je priimek več znanih oseb:
- Michael Eather, umetnik
- Kenneth William Eather, general
- Richmond Cornwallis Eather, častnik in poslovnež